# Французский 75
«Французский 75» (англ. French 75) — алкогольный коктейль на основе джина, шампанского и лимонного сока. Классифицируется как газированный коктейль. Входит в число официальных коктейлей Международной ассоциации барменов (IBA), категория «Современная классика» (англ. Contemporary classics).

## История
В XIX веке был популярен коктейль «Кубок шампанского», состоящий из шампанского, лимонного сока, сахара и льда. Несмотря на то, что создание подобных напитков относятся к XIX веку, своё современное название и рецептуру коктейль «French 75» (французский 75) получил в течение 1920-х годов. Иногда вместо джина добавляют коньяк.

## Рецепт и ингредиенты
Состав:
- джин — 30 мл
- лимонный сок — 15 мл
- сахарный сироп — 2 капли
- шампанское — 60 мл.

Метод приготовления: шейк & стрейн. Все ингредиенты (компоненты), кроме шампанского, перемешивают в смесительном стакане (шейкере), после чего отцеживают и отфильтровывают в фужер для шампанского, затем доливают шампанское и аккуратно перемешивают.